# Beata Ziejka
Beata Ziejka (ur. 1972) – polska aktorka teatralna i filmowa.

## Życiorys
W 1996 roku ukończyła studia PWST, a dyplom uzyskała dwa lata później. Wystąpiła w spektaklu Dziady w Teatrze Telewizji (1997) oraz Powidoki (2009). Występowała w Teatrze Montownia, Teatrze Powszechnym w Warszawie, Teatrze Ochota w Warszawie, Teatrze Studio w Warszawie, Teatrze Stara Prochownia w Warszawie, Teatrze Ludowym w Krakowie, Teatrze Powszechnym w Radomiu. Od 2006 roku jest aktorką Teatru Powszechnego w Łodzi.
Współpracuje z Teatrem Polskiego Radia, gdzie w powieści radiowej W Jezioranach gra rolę Dzidki Żarczyńskiej.

## Role teatralne
- 1995: Kabaret modernistyczny, reż. Wiesław Komasa[1]
- 1995: Cyd, jako Infantka, reż. Zofia Kucówna[1]
- 1998: Niedoczyste, jako Irina Wsiewołodowna Zbereźnicka-Podberezka, reż. Jarosław Gajewski[1]
- 1998: Wspólny pokój, jako panna Leopard, reż. Waldemar Śmigasiewicz[1]
- 1999: Historia o raju utraconym, czyli... będzie lepiej, reż. Piotr Cieplak[1]
- 2005: Rozmowy nocą, jako Marysia, reż. Karolina Szymczyk[1]
- 2005: Tomek Sawyer – trzeba umieć..., jako ciotka Polly reż. Piotr Ziniewicz[1]
- 2006: Korporacja, jako Siśka, reż. Jarosław Tochowicz[1]
- 2006: Napis, jako Pani Bouvier, reż. Waldemar Śmigasiewicz[1]
- 2007: Miłość i polityka, reż. Ewa Pilawska[1]
- 2007: Imieniny, jako Hanna Wojtasowa, reż. Marcin Sławińsk[1]
- 2007: Przyjazne dusze, jako Susie Cameron, reż. Ewa Pilawska[1]
- 2007: Życie szkodzi zdrowiu, jako Jane, reż. Ewa Pilawska[1]
- 2007: Przyszłości nie da się zmienić, jako Ewa, reż. Ewa Pilawska[1]
- 2008: Samotne serca, jako Liz, reż. Tomasz Dutkiewicz[1]
- 2008: Plotka, jako panna Bertrand, reż. Norbert Rakowski[1]
- 2008: Next-ex, jako Zyta, reż. Ewa Pilawska[1]
- 2009: Roszada, jako Halina, reż. Maciej Wojtyszko, Paweł Aigner[1]
- 2010: Kolacja dla głupca, jako Christine, reż. Paweł Aigner[4]
- 2010: Matka brata mojego syna, jako Beatrycze Laskus, reż. Adam Wojtyszko[4]
- 2010: Podwójny akt, reż. Ewa Pilawska[4]
- 2011: Letnisko, jako pani Specht, reż. Bartosz Zaczykiewicz[4]
- 2011: Życie, reż. Paweł Aigner[4]
- 2011: Brancz, reż. Ewa Pilawska[4]
- 2011: Banalna historia albo seks dla opornych, reż. Ewa Pilawska[4]
- 2012: Mayday 2, jako Barbara Smith, reż. Marcin Sławiński[4][5]
- 2012: Niezwykły dom Pana A, czyli skradzione dźwięki, reż. Ewa Pilawska[4]
- 2013: Podróż zimowa[4][5]
- 2014: Prawda[5]
- 2015: Szalone nożyczki[5]
- 2015: Boeing, boeing[5]
- 2015: Wytwórnia piosenek[5]

## Role filmowe
- 1998: Sława i chwała, jako aktorka Basia Budna, znajoma Huberta Hubego[2]
- 2011: Układ Warszawski, jako Anna Kramer (odc. 2)[2]
- 2018: Za marzenia, jako matka Anki (odc. 3)[2]

## Role dubbingowe
- 1998: Flintstonowie[3]
- 2003: Scooby Doo i meksykański potwór[3][6]

## Nagrody
- 2005: Radom – IV Maraton Sztuk Odważnych – w plebiscycie publiczności nagroda za najlepszą rolę kobiecą – za rolę Marysi w przedstawieniu „Rozmowy nocą” Karoliny Szymczyk[3]
- 2013: Bydgoszcz – 12. Festiwal Prapremier – Grand Prix dla zespołu aktorskiego i realizatorów przedstawienia „Podróż zimowa”[4]